# Râul Genil
Râul Genil este un râu din Spania.